# Корона, Кентерберийский собор

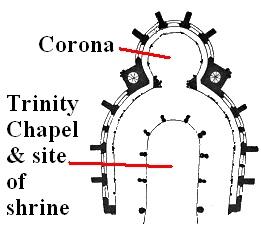
План-схема Короны

Корона Кентерберийского собора является восточным концом Кентерберийского собора, названным в честь отрубленной части головы святого мученика Томаса Бекета, чьи мощи покоятся здесь же.

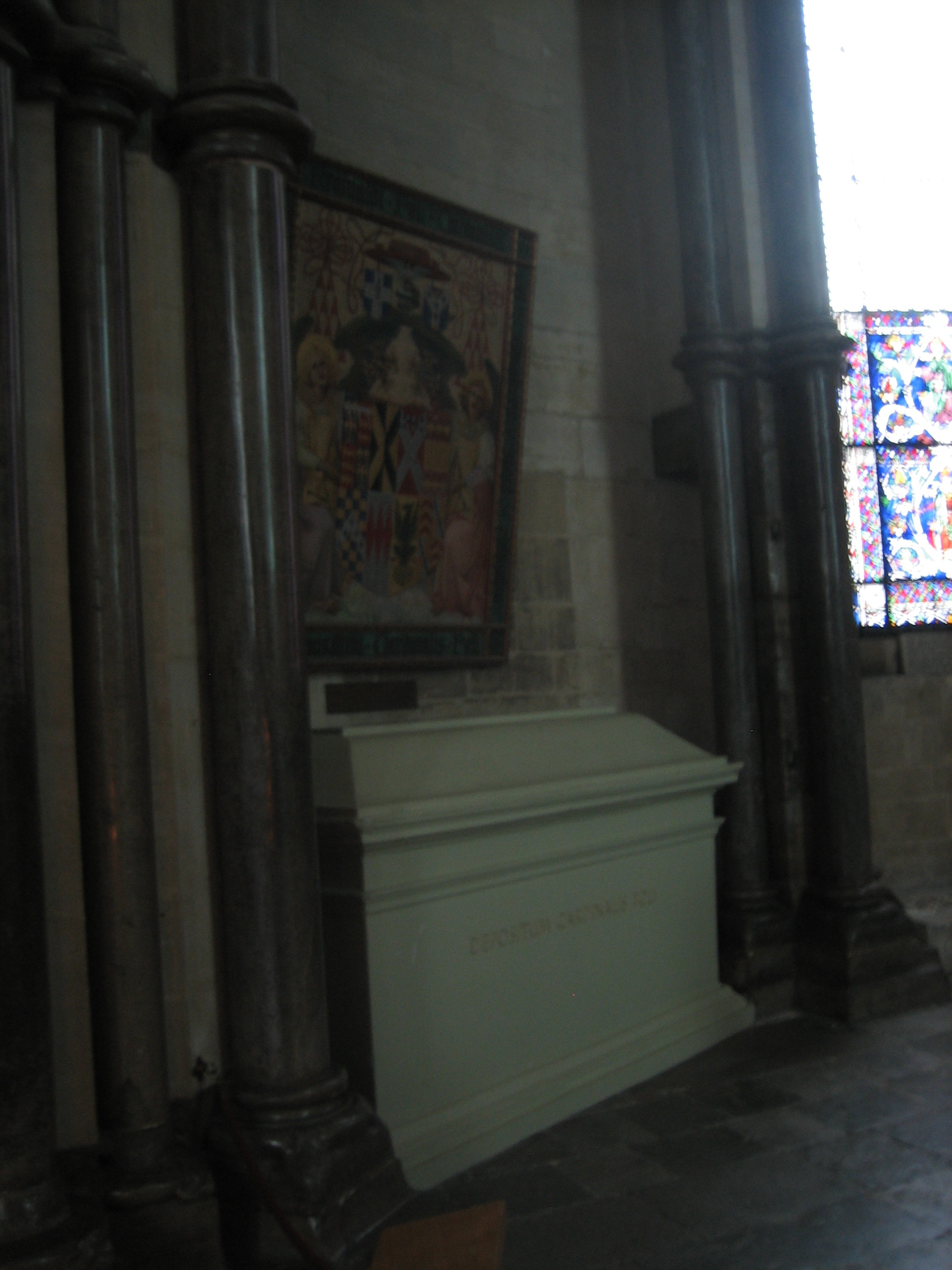
Гробница кардинала Пола в кафедре

Бекет был убит в северном трансепте собора 29 декабря 1170 года. Четыре года спустя ужасный пожар уничтожил восточную часть церкви. После того, как Уильям Сенский восстановил хор, Уильям Английский построил огромную корону в качестве святилища для хранения короны святого Фомы (с новой святыней для главных реликвий в виде часовни Троицы между хором и Короной).
В короне было установлено святилище Томаса Бекета в 1220 году. В церемонии участвовал король Генрих III. Ежегодно в храме отмечался праздник перенесения мощей Святого Томаса. В 1536 королевским предписанием празднование было отменено.
В 1538 году Генрих VIII вызвал мертвого святого в суд, чтобы предстать перед обвинением в государственной измене. Не явившись в течение тридцати дней, его судили заочно и признали виновным. Останки Бекета были похоронены, а сокровища его храма конфискованы, увезены в двух сундуках и двадцати шести телегах.
Архиепископ Реджинальд Поул также был похоронен в Короне.